# Blue Velvet
「Blue Velvet」（ブルー・ベルベット）は、工藤静香の通算29枚目のシングル。1997年5月28日に発売された。発売元はポニーキャニオン。

## 概要
表題曲「Blue Velvet」はフジテレビ系アニメ『ドラゴンボールGT』第3期エンディング・テーマとして採用され、第42話から第50話までの放送回で使用された。このタイアップの決定により、1番の歌詞が書き直された（工藤のインタビューより）。工藤のソロ曲としてアニメのタイアップが付いたのはこの作品が初めてである。工藤自身が大の「ドラゴンボール」ファンであったことから、本作のタイアップが決まる数年前(1991年頃)に、ザテレビジョン誌上において″孫悟空″および ″フリーザ″の各種キャラクターのフィギュアなどのグッズに囲まれながら、原作者の鳥山明から貰った直筆イラスト付きサイン色紙を手に微笑む写真が掲載されている。カラオケでの人気が大変高い曲で、オリコン週間カラオケランキングでは1位を獲得した。
海外で放送された「ドラゴンボールGT」では、唯一カタルーニャ語版が作られた。ちなみに工藤は、『ドラゴンボールGT』の主題歌を担当した歌手の中で唯一ビーイング系に属していないアーティストである。
ジャケット写真では、下着を着けない大胆なファッションで撮影された。工藤は「最初は下着を着けていたが、却っていやらしくなるので変更した」と発売時のインタビューで語っている。シングルジャケットの裏面では、アニメの主人公・孫悟空が描かれたシートが封入された。
工藤のアイデアにより、テレビで披露する際は革の張っていないタンバリンを手に持って歌った。2007年8月31日、東京・SHIBUYA-AXで行われたソロデビュー20周年記念コンサート『Shizuka Kudo 20th Anniversary the Best』では、会場に来ていた飯島直子からもらったタンバリンを使用した。
工藤のアルバムのほか、ポニーキャニオンより発売されたアニメソング・コンピレーション・アルバム『アニソン・ヒッツ! 〜歌えるアニメソング集〜』にも収録され、同アルバムには工藤が所属したうしろ髪ひかれ隊の「ほらね、春が来た」も収録された。
2013年に倖田來未がカヴァーした。
2022年7月14日に、7月20日にデビュー35周年記念セルフカバーアルバム『感受』のリリースに先駆けて、「Blue Velvet〜35周年記念ヴァージョン〜」のミュージックビデオが公開された。

## 収録曲
1. Blue Velvet（3:53）
作詞：愛絵理 / 作曲・編曲：はたけ
2. Break（4:55）
作詞：愛絵理 / 作曲：谷本新 / 編曲：松浦晃久
3. Blue Velvet（less vocal）

## 収録アルバム
Blue Velvet
- I'm not （13thアルバム）
- ミレニアム・ベスト
- Shizuka Kudo 20th Anniversary the Best
- ドラゴンボール 神 BEST

Break
- 20th Anniversary B-side collection

## カバー
Blue Velvet
- 倖田來未 - 2013年2月27日発売カバーアルバム『Color the Cover』に収録。
- 梶裕貴 - 2017年12月20日発売のトリビュートアルバム『Shizuka Kudo Tribute』に収録。
- 鬼頭明里 - 2022年12月21日発売の配信限定シングル『Blue Velvet from CrosSing』に収録。カバーソングプロジェクト『CrosSing - Music＆Voice-』関連曲の楽曲としてのリリース。